# Baby Face (Denise Cassidy)
Tenancière du premier bar lesbien montréalais, Denise Cassidy (Baby Face), gèrera cinq bars lesbiens montréalais de 1968 à 1983,. Elle ouvre ses bars dans le but de créer un environnement dans lequel les lesbiennes se sentent en sécurité, à l'abri du harcèlement des hommes. 

## Vie personnelle
Denise Cassidy est connue sous le surnom de Baby Face, qu'elle a hérité en raison de sa brève carrière de lutteuse, avant d'ouvrir les premières boîtes de nuit réservées aux lesbiennes à Montréal.
Native de Shawinigan, elle arrive en 1955 à Montréal et commence sa carrière comme busgirl au Ponts de Paris, bar mixte fréquenté par les lesbiennes sur la rue Saint-André à Montréal, puis comme serveuse au bar gai mixte La Cave,. Elle  obtient ensuite ses licences, lui permettant de gérer des bars.  
Elle décède le 25 septembre 2012, à l'âge de 74 ans.   

## Tenancière
Ancienne bus-girl des Ponts de Paris, de 1968 à 1983 elle assure la gestion de cinq bars, dont La Source (1968-1969), La Guillotine (1969-1970), Baby Face Disco (1970-1976), Chez Baby Face (1976-1977) et Face de bébé (1977-1983),,. 
Baby Face Disco Bar devient le premier bar non-mixte pour lesbiennes à Montréal. En proie au harcèlement des hommes, Cassidy assure aussi les rôles de portière et bouncer, comme elle le souligne : « C’était un milieu difficile, surtout quand les hommes ont découvert que mes bars étaient réservés aux femmes. Il y avait toujours des hommes qui voulaient entrer. J’ai travaillé longtemps avec une batte de baseball à mes côtés. Et il y a eu des bagarres. Le vendredi soir, c’était parfois l’enfer».  
La sécurité de ses bars étant exclusivement assurée par des lesbiennes,, Denise Cassidy, met également en place des codes et des règles strictes de conduite, pour prévenir les pièges de la pègre et les risques de descentes policières fréquents à l'époque,.  

## Honneurs
En 1995, Denise Cassidy reçoit le Prix Arc-en-ciel pour son apport à la communauté lesbienne de Montréal,.